# Puig de l'Ullastre
El Puig de l'Ullastre és una muntanya de 238 metres que es troba al municipi de Vilajuïga, a la comarca catalana de l'Alt Empordà.